# Дисковод
Дисковід або дисково́д (англ. disk drive) — пристрій комп'ютерної пам'яті, призначений для запису та зчитування інформації на змінні диски (магнітні, оптичні, магнітооптичні).
Як правило дисковод має електродвигун зі шпинделем для обертання дисків. В цьому класі пристроїв саме наявність механіки є визначальною.

## Типи дисководів

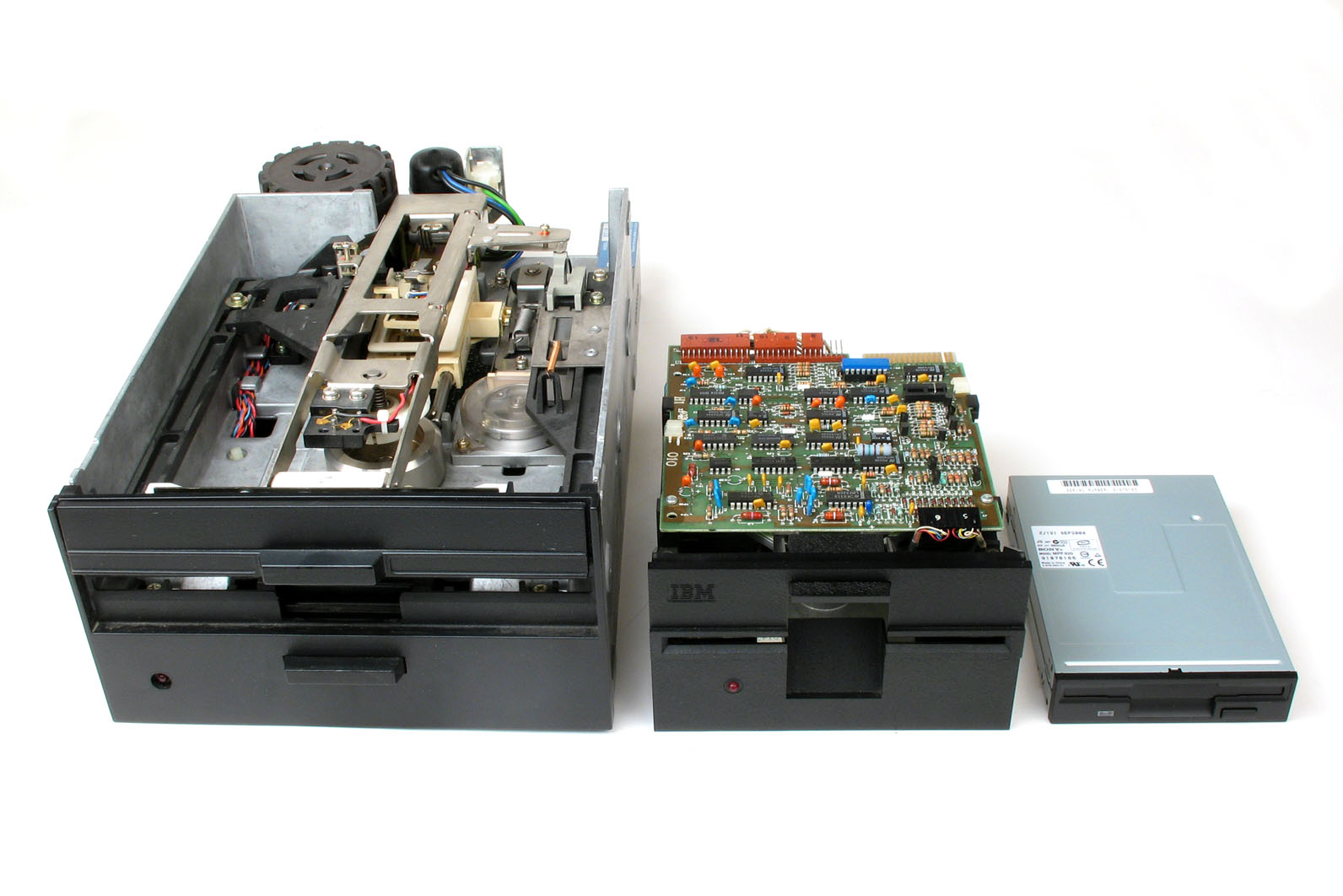
Три дисководи для гнучких дисків розміром 8, 5,25 і 3,5 дюйми.

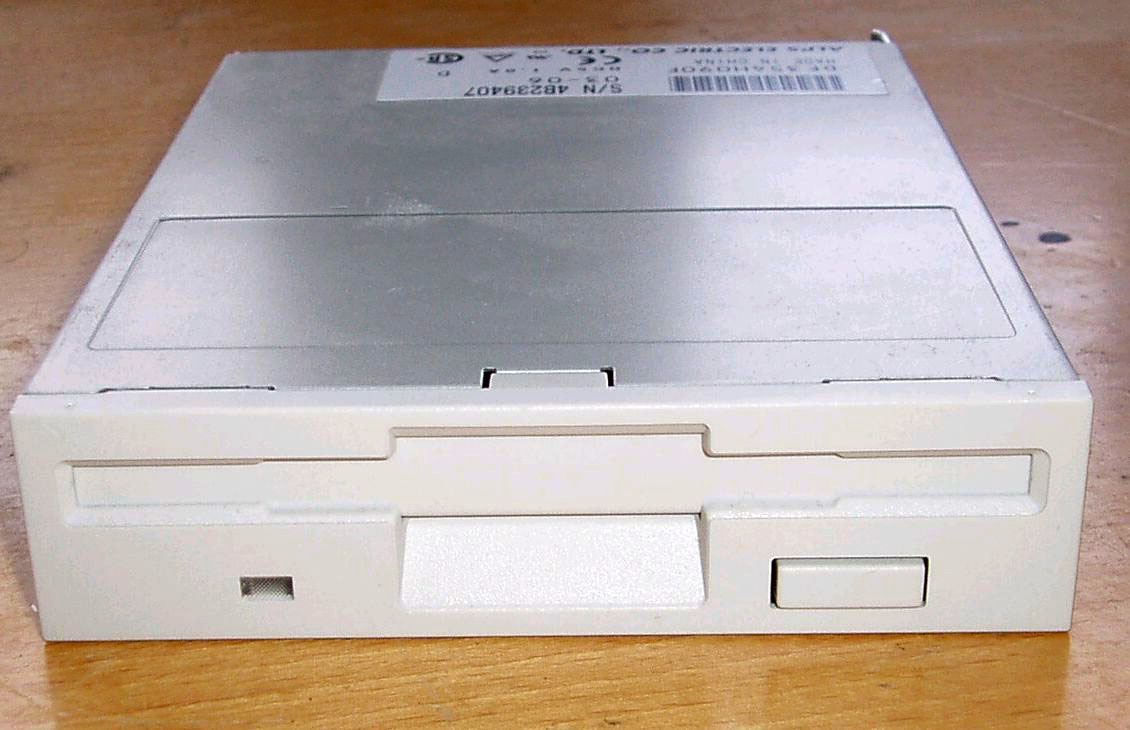
Дисковод 3.5-дюймових дискет

Сама природа дисководів мінялася дуже суттєво разом з технологією дисків. Найважливіші з них:
- Дисковод гнучких магнітних дисків (дискет) (англ. FDD, floppy disk drive)
  - дисководи FDD 5.25" місткістю 180 кБ; 360 кБ; 1.2 МБ
  - дисководи FDD 3.5" місткістю 720 кБ; 1.2; 1.44 МБ (і малопоширений варіант 2.44 МБ)
  - zip/jaz/Clik! дисководи фірми Iomega
- флоптичні диски
- магнітооптика (MODD)
- Оптичні приводи
  - дисководи компакт-дисків CD (без можливості запису CD-ROM, з можливістю запису CD-R та/або CD-RW)
  - дисководи DVD (DVD-ROM, DVD-RAM, DVD-RW, DVD+RW, DVD±RW)
  - дисководи DVD наступного покоління Blu-ray та HD-DVD.

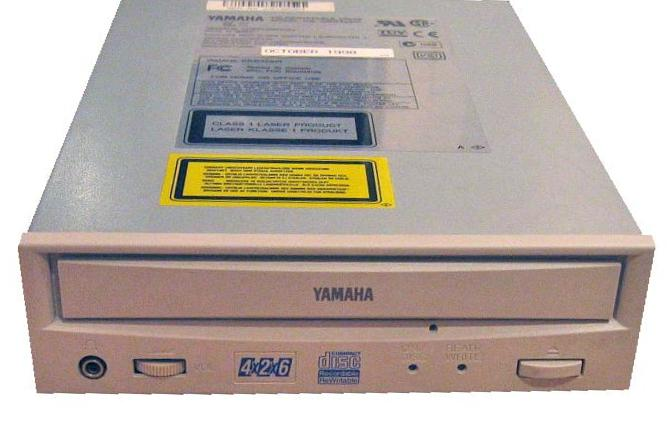
Дисковод (привід) CD-RW